# 316
Het jaar 316 is het 16e jaar in de 4e eeuw volgens de christelijke jaartelling.

## Gebeurtenissen

### Balkan
- Slag bij Mardia: Keizer Constantijn de Grote verslaat zijn rivaal Licinius bij Charmanli (Bulgarije). Hij sluit een wapenstilstand en benoemt Valerius Valens tot Augustus en troonopvolger van het Oost-Romeinse Rijk.

### China
- Periode van de Zestien Koninkrijken: Ruiternomaden van de Xiongnu en de Xianbei veroveren de Chinese hoofdstad Chang'an (Shaanxi), dit betekent het einde van de Westelijke Jin-dynastie.

## Geboren
- Constantijn II, keizer van het Romeinse Rijk (overleden 340)
- Martinus van Tours, bisschop en heilige (overleden 397)

## Overleden
- Blasius van Sebaste, heilige en martelaar (waarschijnlijke datum)
- 3 december - Diocletianus (73), keizer van het Romeinse Rijk